# ライブ!! はっぴいえんど
『ライブ!! はっぴいえんど』は、1974年1月15日に発売された、はっぴいえんど通算1作目のライブ・アルバム。

## 解説
1970年代に発表された唯一のオリジナル・ライヴ盤。1973年9月21日に東京・文京公会堂で行われた解散記念コンサート“CITY—Last Time Around”の実況録音盤だが、バンドは前年12月に実質的に解散していたので、“再結成ライヴ”という見方もできる。事実、メンバー4人揃ってのステージは前年8月30日の徳島市立文化センター以来であった。とはいえ、その時点で大有名なグループではなかったことや、アメリカ録音のサード・アルバムが1973年に発表されたこともあって、一般的には“CITY—Last Time Around”で活動に終止符を打ったと思われている。本作には、はっぴいえんど、西岡恭蔵、大瀧詠一とココナツ・バンクの演奏が収められているが、全曲が収録されたわけではなく、曲順もこのアルバム用に変えられている。
当日は小雨まじりのあいにくの天気だったが、公会堂には開場前から多くの人が行列を作り、コンサートは満員の熱気の中で行われた。司会はかまやつひろしが行い、途中、ニッポン放送のパーソナリティ亀渕昭信、春一番コンサートのプロデューサー福岡風太もマイクの前に立った。コンサートの模様は録音され、文化放送の番組で放送された。コンサート自体は3部構成。第1部は、はっぴいえんどのメンバーがプロデューサーを務め、風都市がこれから売り出そうとする南佳孝、吉田美奈子、西岡恭蔵、ココナツ・バンク。第2部では、はっぴいえんどのメンバーがそれぞれ取り組み始めていた新しい音を披露。ココナツ・バンクやシュガー・ベイブを率いた大滝詠一、松本隆によるムーンライダース、細野晴臣、鈴木茂、林立夫、松任谷正隆からなるキャラメル・ママという順だった。
第3部がはっぴいえんどの解散ライヴだが、キャラメル・ママの演奏スタイルに近く、ブラック系ポップに傾倒していて、本来のはっぴいえんどの音とは異なる。「はいからはくち」はセカンド・アルバム『風街ろまん』ではハードなロック・ナンバーだったが、シングルは別ヴァージョンで発表された。ライヴでもアレンジの変更が多かった曲だが、このライヴでの演奏も過去のどれとも大きく異なっていた。はっぴいえんど解散後、キャラメル・ママを結成した細野と鈴木、ムーンライダースを率いた松本、いずれもファンク的なリズムに関心を深めていた時期で、それが演奏にも反映されたと思われる。慣れないリズムで歌ったからか、大滝は最初のほうの「弄ぶ…」というフレーズで外しそうになってすぐ「ヘイ」とかけ声を入れて態勢を立て直している。「抱きしめたい」では歌が「黒い煙を…」と2番から始まるが、エンジニアの吉野金次によれば、PAと録音の両方を担当することになり、PAに気を取られていたら、録音のマルチ・テープの残りが少なくなっているのに気づかず、慌ててテープを入れ替えた。結局、2番からしか録音できなかったので、拍手をかぶせてフェイド・インしたという。大滝の「それでは最後にこの4人でしかできない曲をやります」というMCで始まるラスト3曲はアンコールだが、この部分がもっともはっぴいえんどらしい。なお、鈴木慶一がピアノで参加している。アンコール終了後、松本はスティックを客席に投げつけて大団円を迎えるが、トータルでは「終わり」より「始まり」を印象づけるライヴ盤である。
ベルウッドから出た本作と同日に、もう一枚トリオ・レコードから出た『1973.9.21 SHOW BOAT 素晴しき船出』には、南佳孝、ムーンライダース、ココナツ・バンク、吉田美奈子の演奏が収録された。

## パッケージ、アートワーク
アルバムの帯には以下のキャッチコピーが記載されている。
アルバムには歌詞カードのほか、ポスター、ディスコグラフィ、北中正和「“CITY”が開いた輝かしい夜」と富沢一誠「フォーク&ロック・シーンの状況を塗りかえたはっぴいえんど」の2つのライナーノーツを収載。ジャケットは被せ帯仕様で、上部の赤い部分を上げた裏面に、松本隆の「はやすぎた回想録」が掲載されている。また、帯は袋状になっておらず、1枚の両面印刷となっている。

## 収録曲

### SIDE A
1. はいからはくち  –  (3:15)
  - はっぴいえんど
  - 作詞 : 松本隆 / 作・編曲 : 大瀧詠一
  - © Copyright 1971 by Art Music Publishing Co. Ltd.
2. 夏なんです  –  (3:15)
  - はっぴいえんど
  - 作詞 : 松本隆 / 作・編曲 : 細野晴臣
  - © Copyright 1971 by Art Music Publishing Co. Ltd.
3. 氷雨月のスケッチ  –  (3:30)
  - はっぴいえんど
  - 作詞 : 松本隆 / 作・編曲 : 鈴木茂
  - © Copyright 1972 by Shinko Music Publishing Co. Ltd.
4. 抱きしめたい  –  (2:26)
  - はっぴいえんど
  - 作詞 : 松本隆 / 作・編曲 : 大瀧詠一
  - © Copyright 1971 by Art Music Publishing Co. Ltd.
5. 空とぶ・ウララカ・サイダー（空飛ぶくじら、ウララカ、あなたがジンとくるときは…メドレー）  –  (4:22)
  - 大瀧詠一、ココナツバンク
  - 作詞 : 大瀧詠一、松本隆 / 作・編曲 : 大瀧詠一
  - （空飛ぶくじら）© Copyright 1972 by PMP
  - （ウララカ）© Copyright 1972 by PMP
  - （あなたがジンとくるときは）© Copyright 1973 by City Music Co., Ltd.
6. ココナッツ・ホリデー  –  (4:42)
  - 大瀧詠一、ココナツバンク
  - 作詞 : 伊藤銀次、大瀧詠一 / 作・編曲 : 伊藤銀次、大瀧詠一
  - © Copyright 1973 by City Music Co., Ltd.

### SIDE B
1. 街行き村行き  –  (3:30)
  - 西岡恭蔵
  - 作詞 : 西岡恭蔵 / 作・編曲 : 西岡恭蔵
  - © Copyright 1973 by Shinko Music Publishing Co. Ltd.
2. 春一番  –  (4:04)
  - 西岡恭蔵
  - 作詞 : 西岡恭蔵 / 作・編曲 : 西岡恭蔵
  - © Copyright 1973 by Shinko Music Publishing Co. Ltd.
3. 12月の雨の日  –  (3:26)
  - はっぴいえんど
  - 作詞 : 松本隆 / 作・編曲 : 大瀧詠一
  - © Copyright 1970 by Art Music Publishing Co. Ltd.
4. かくれんぼ  –  (5:00)
  - はっぴいえんど
  - 作詞 : 松本隆 / 作・編曲 : 大瀧詠一
  - © Copyright 1970 by Art Music Publishing Co. Ltd.
5. 春よ来い  –  (4:54)
  - はっぴいえんど
  - 作詞 : 松本隆 / 作・編曲 : 大瀧詠一
  - © Copyright 1970 by Art Music Publishing Co. Ltd.

## クレジット
| - 大瀧詠一 : Vocals & Electric Guitar - 鈴木茂 :Vocals & Electric Guitar - 細野晴臣 : Vocals & Electric Bass - 松本隆 : Drums - 鈴木慶一 : Piano - 西岡恭蔵 : Vocals & Acoustic Guitar - 武川雅寛 : Chorus & Violin - 駒沢裕城 : Chorus & Pedal Steel Guitar - 岡田徹 : Chorus & Piano - 松田幸一 : Mouth Harp - 田中章弘 : Electric Bass - 林敏明 : Drums - 大瀧詠一 : Vocals & Electric Guitar - 伊藤銀次 : Chorus & Electric Guitar - 駒沢裕城 : Chorus & Pedal Steel Guitar - 藤本雄志 : Electric Bass - 上原裕 : Drums - シュガー・ベイブ : Chorus - シンガーズ・スリー : Chorus | - Produced by 風都市 for KING BELLWOOD RECORDS - Recorded at 文京公会堂 - Engineering by 吉野金次 - Remixed at HIT STUDIO - Art Direction by 串田光弘 - Photo by 氷田あき（ヤングギター提供） - 実況録音 : 1973年9月21日 - 於 : 文京公会堂 |